# Karin Bucha
Karin Bucha, Pseudonym von Käthe Bauch, geborene Käthe List (* 8. Dezember 1906 in Chemnitz; † 3. September 1971 in Papenburg) war eine deutsche Schriftstellerin.

## Leben
Sie lebte 1949 in Burgstädt/Sachsen und danach in Bünde, Herford, Klecken (ab 1954), wieder Herford (1959) und Lippinghausen (1960).

## Werke
- Herzeleid und Sonnenschein, Roman, 1937
- Seelenkämpfe um Eva, Roman, 1938
- Kopf hoch – Ilona, Roman, 1938
- Klaus Heimburg kämpft um Jutta, Roman, 1939
- Hilf dir selbst, Peter!, Roman, 1939
- diverse Heftromane (Kelter-Verlag)